# Neptosternus arnecornelii
Neptosternus arnecornelii is een keversoort uit de familie waterroofkevers (Dytiscidae). De wetenschappelijke naam van de soort is voor het eerst geldig gepubliceerd in 2003 door Hendrich & Balke.